# ディクディク属
ディクディク属（ディクディクぞく、Madoqua）は、偶蹄目ウシ科に含まれる属。

## 分布
アンゴラ、ウガンダ、エチオピア、ケニア、スーダン、ソマリア、ナミビア

## 形態
オスよりもメスの方が大型になる。尾は短く、瘤状。頭頂部の体毛が冠状に伸長する。腹面の毛衣は白い。耳介内側には白い剛毛からなる筋模様が2 - 3本入る。
耳介はスプーン形。眼下部の臭腺（眼下腺）は発達し、眼下部にある円形の裸出部に丸く開口する。鼻はやや長く、鼻孔の表面で水分を気化させて体温を下げるのに役立つと考えられている。吻端は体毛で被われ皮膚が裸出しない（鼻鏡がない）。蹄上部を繋ぐ皮膚膜は発達せず、蹄の前端に達しない。第3・4蹄（主蹄）は細長く先端が尖り、第2・5蹄（側蹄）は極めて小型。鼠蹊部に臭腺（鼠蹊線）はないが、蹄上部の溝（蹄腺、足腺）に臭腺がある。
上半身は灰色がかった茶色だが、脚や腹部や首筋、そして脇腹は黄褐色である。
オスにのみ直線的で短い角がある。乳頭の数は4個。

## 分類
ウシ科内ではブラックバック亜科ローヤルアンテロープ族Neotraginiに含める説もあった。分子系統解析ではローヤルアンテロープ族のうちローヤルアンテロープ属とクリップスプリンガー属はブラックバック亜科とは近縁でないという解析結果が得られたため多系統群と推定されている
以下の分類・英名はMSW3（Grabb, 2005）、和名は（今泉, 1988）に従う。
- Madoqua guentheri ギュンターディクディク Günther's dik-dik
- Madoqua kirki キルクディクディク Kirk's dik-dik
- Madoqua piacentinii オピアヒメディクディク[4] Piacentini's dik-dik
- Madoqua saltiana エリトリアディクディク Salt's dik-dik

## 生態
乾燥した草原、低木林、半砂漠などに生息し、藪が茂り岩や石が多い環境を好む。ペアで縄張りを形成し、木の枝に臭腺から出る分泌物をこすりつけたり糞を積み上げて縄張りを主張する。食物が豊富な環境では大規模な群れを形成することもある。他個体に対しては頭頂部の体毛を逆立て鳴き声を挙げながら威嚇し、この鳴き声がスワヒリ語での呼称およびディクディクの由来になっている。真夜中に眠ると考えられている。夜行性で、昼間は休んでいる。
食性は植物食で、低木の葉、アカシアの落ち葉、芽、花、果実などを食べる。水を飲まないが塩分は摂取する。またアカシアの葉を、刺をうまくよけながら食べる。
繁殖形態は胎生。ペアは一生解消されない。妊娠期間は6か月。1回に1頭の幼獣を年に2回に分けて産む。授乳期間は3 - 4か月（1か月半とする説もあり）。生後8か月で成獣とほぼ同じ大きさに成長し、生後12か月で成獣になる。オスは生後8 - 9か月、メスは生後6 - 8か月で性成熟する。野生下での寿命は3 - 4年だが、飼育下での寿命は10年。
メスは、生まれたばかりの子を、他の動物に見つからないように隠し、6週間にわたって授乳を続ける。子は7カ月でほぼ親と同じ大きさになる。その頃になると、子別れの時期が始まり、父親は息子を、母親は娘をなわばりから追い出す。
天敵から逃れる方法は、時速60キロに及ぶ走力である。

## 人間との関係
放牧による生息地の破壊、狩猟などにより生息数が減少している種もいる。
また、甲高い鳴き声により、狩りの邪魔をする厄介な動物として、ハンターからは嫌われている。

## 画像

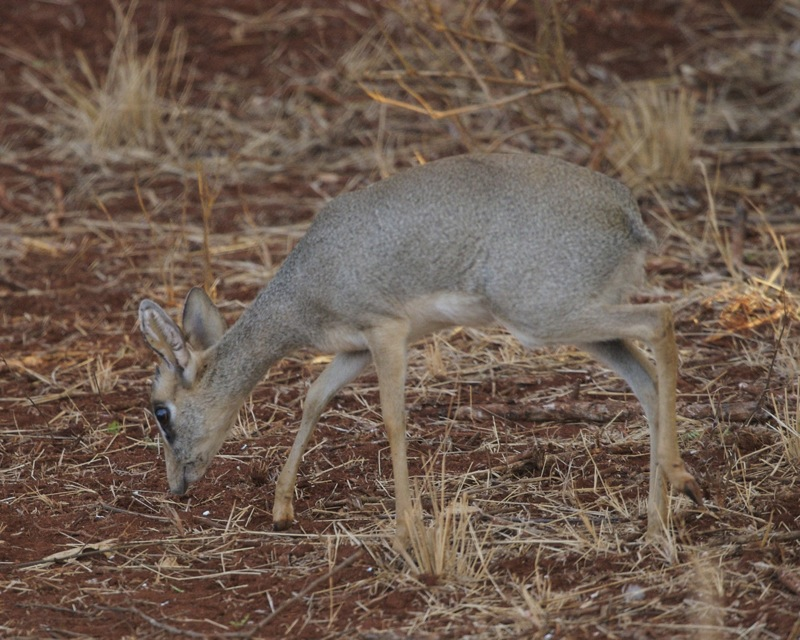
ギュンターディクディク M. guentheri